# Municipio de Lee (condado de Buena Vista)
El municipio de Lee (en inglés: Lee Township) es un municipio ubicado en el condado de Buena Vista en el estado estadounidense de Iowa. En el año 2010 tenía una población de 231 habitantes y una densidad poblacional de 2,5 personas por km².

## Geografía
El municipio de Lee se encuentra ubicado en las coordenadas 42°51′30″N 95°4′58″O / 42.85833, -95.08278. Según la Oficina del Censo de los Estados Unidos, el municipio tiene una superficie total de 92.31 km², de la cual 92,26 km² corresponden a tierra firme y (0,06 %) 0,05 km² es agua.

## Demografía
Según el censo de 2010, había 231 personas residiendo en el municipio de Lee. La densidad de población era de 2,5 hab./km². De los 231 habitantes, el municipio de Lee estaba compuesto por el 96,54 % blancos, el 3,03 % eran de otras razas y el 0,43 % eran de una mezcla de razas. Del total de la población el 6,49 % eran hispanos o latinos de cualquier raza.